# Brennstoffzellenbus

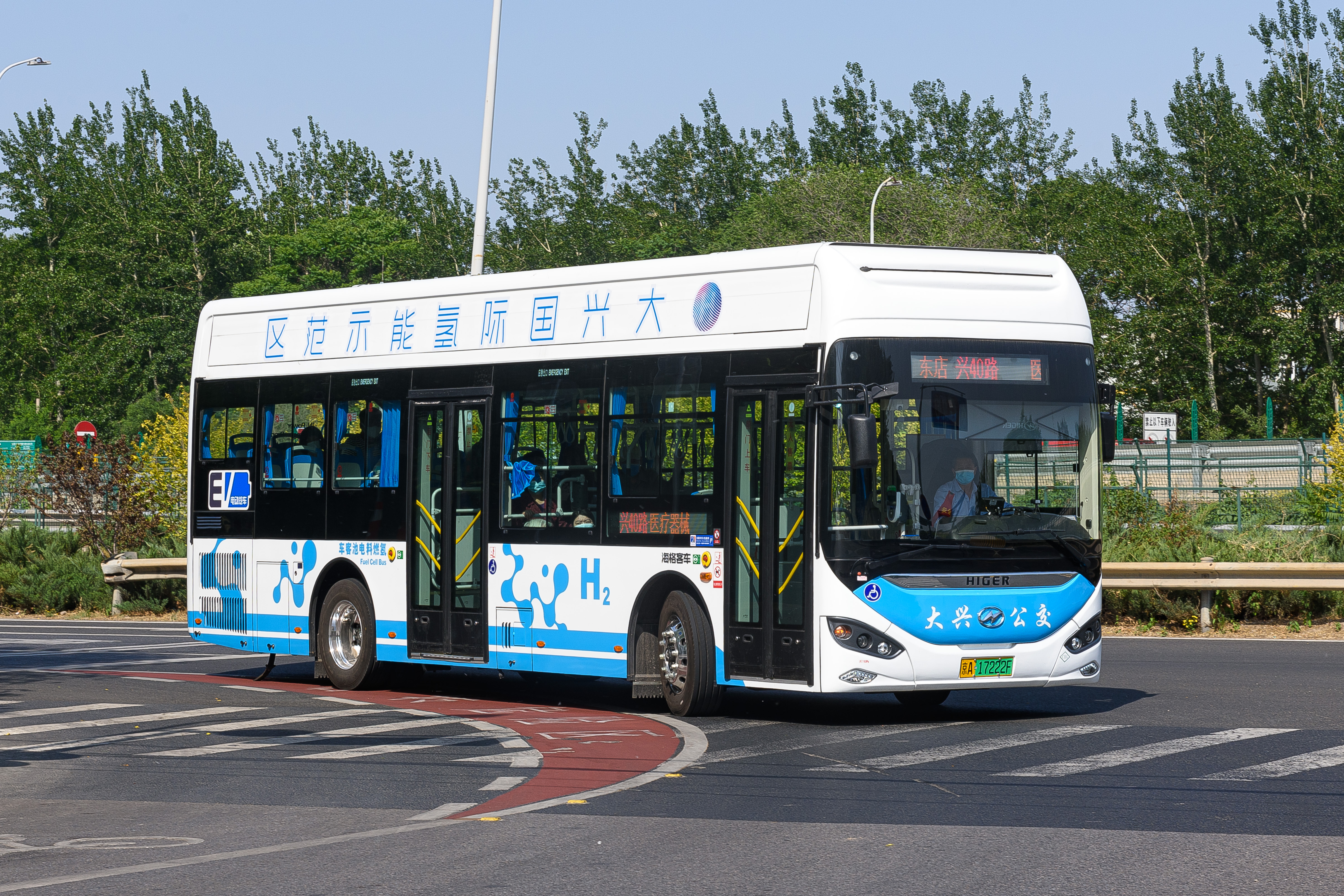
Higer KLQ6106GAFCEV12 Brennstoffzellenbus in Peking

Ein Brennstoffzellenbus ist ein Bus im Sinne eines Fahrzeugs zur Beförderung mehrerer Personen, der durch mindestens einen Elektromotor angetrieben wird und der die Energie dafür aus Brennstoffzellen bezieht. Da außerdem auch eine Batterie genutzt wird, handelt es sich bei allen neueren Modellen um ein Hybridelektrokraftfahrzeug, genauer um einen Hybridbus. Als Brennstoff wird ausschließlich Wasserstoff verwendet, so dass die Busse einen Wasserstoffantrieb haben; der Wasserstoff wird dabei als Druckgas in Hochdrucktanks mitgeführt. Die Brennstoffzellen verwenden eine spezielle Kunststoffmembran als Elektrolyt und sind daher vom Typ Polymerelektrolytbrennstoffzelle.

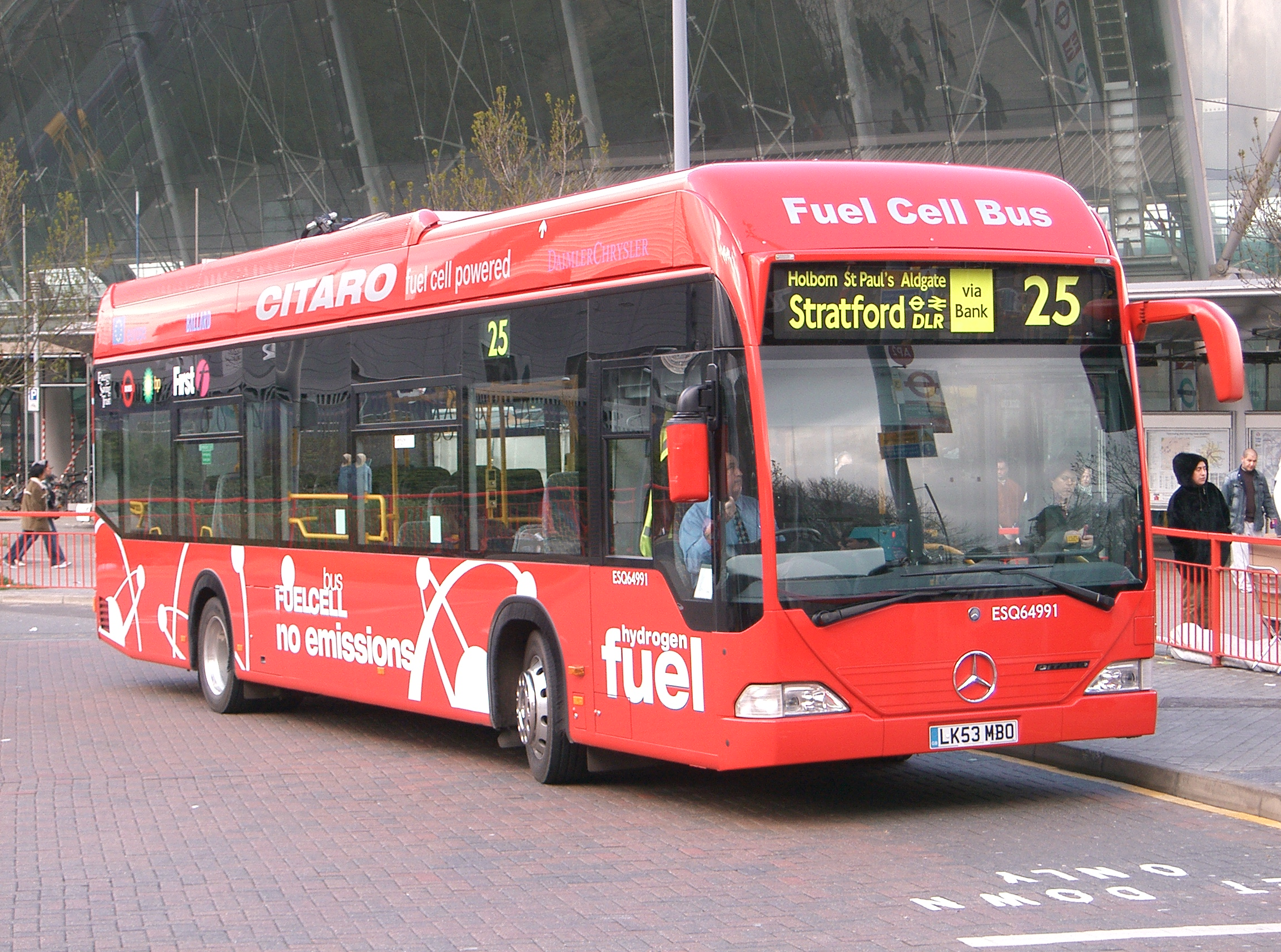
Brennstoffzellenbus 2003 in London

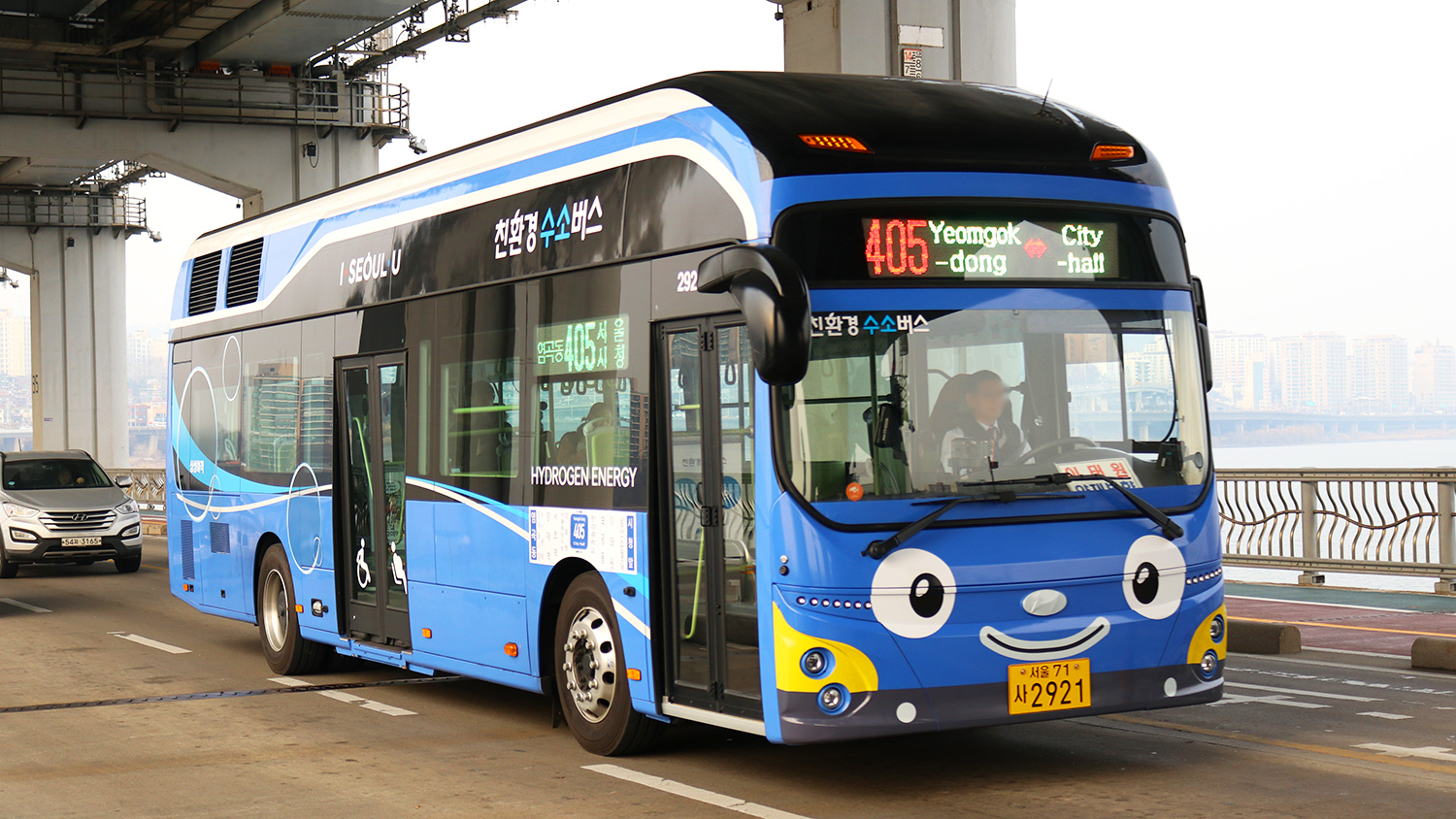
Brennstoffzellenbus Hyundai ElecCity 2019 in Seoul

Ende 2022 waren weltweit 6460 Brennstoffzellenbusse im Einsatz. 5873 davon (90,9 %) fuhren in Asien (in China, Südkorea, Japan oder in Indien).
Brennstoffzellenbusse gehören zur Elektromobilität und sind ein Elektrofahrzeug.

## Busmodelle
Beispiele für Busmodelle sind

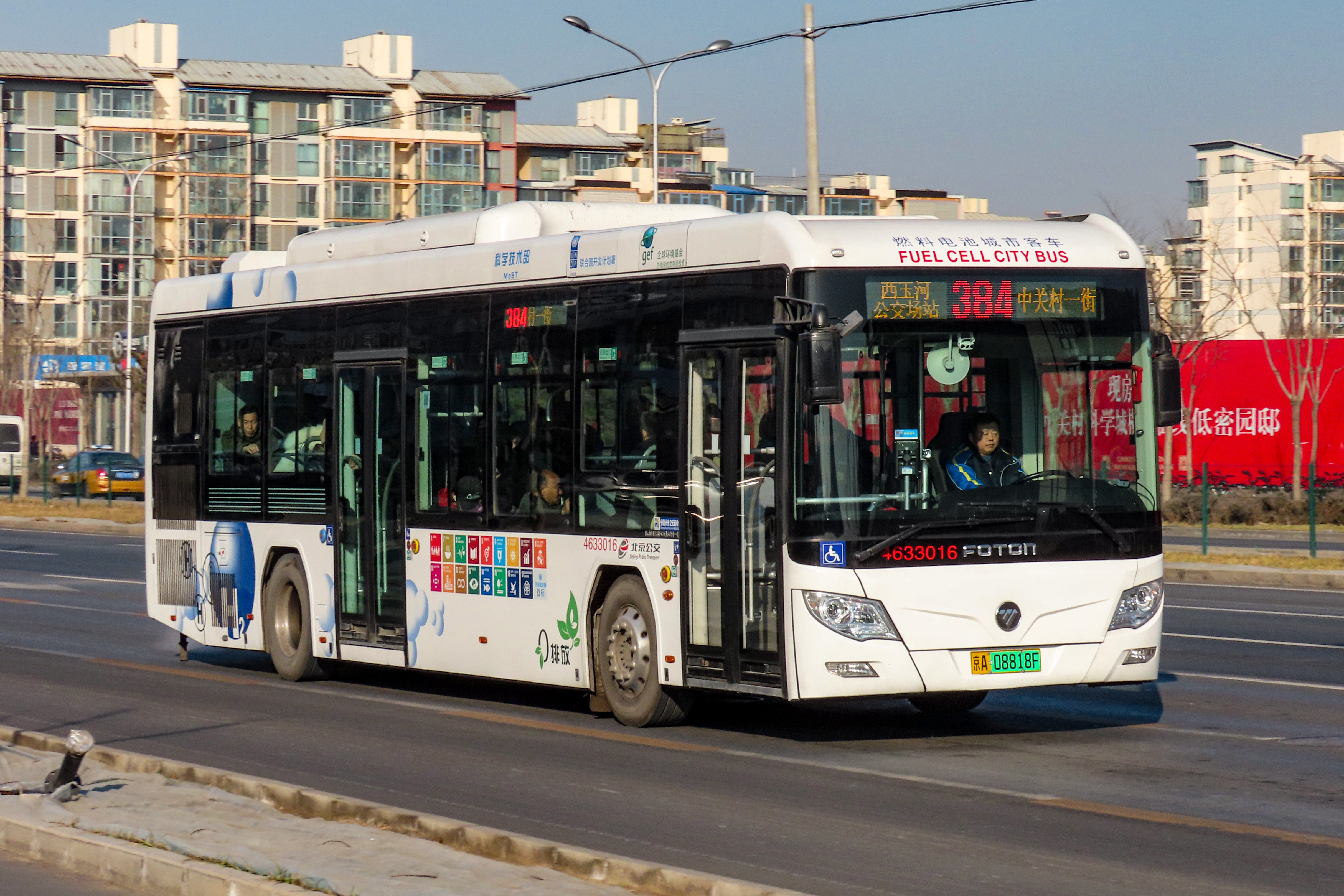
Brennstoffzellenbus von Foton

- Foton AUV Hydrogen Fuel Cell Bus, dessen Motor eine Leistung von 120 kW hat. Die Gesamtreichweite wird mit 550 km angegeben, davon 400 km mit Wasserstoff (gespeichert bei bis zu 350 bar) und 150 km batterieelektrisch.[2] Von diesem Modell, das in 15 bis 20 Minuten mit Wasserstoff betankt werden kann, wurden über 1000 Exemplare verkauft.[3]
- Mercedes-Benz Citaro FuelCELL-Hybrid
- Hydrogenics Fuel Cell Midibus
- Toyota Sora (79 Sitzplätze, Energie des Bennstoffzellensystems: 235 kWh, Sora: Sky, Ocean, River, Air)[4], Produktion seit 2018[5]
- Hyundai Elec City Fuel Cell: Der fast 11 m lange Bus gehört zur Baureihe Hyundai Aero City. Sein Brennstoffzellensystem leistet 180 kW (2× 90 kW); auch der Elektromotor hat eine Leistung von 180 kW.[6] Der Tank fasst fast 34 kg Wasserstoff mit einem Druck von 700 bar, dazu kommt eine Lithiumionenbatterie mit 78,4 kWh. So kommt der Bus auf eine Reichweite von 550 km. Er kann mit dem Fahrer 48 Personen transportieren (22 Passagiersitze, 1 Fahrer, 25 Stehplätze).[6] In Incheon sollen bis Ende 2024 700 dieser Busse betrieben werden.[7]
- New Flyer FCEB. Das neuere Modell Xcelsior Charge FC hat 40 bis 52 Sitze und eine Reichweite von bis zu 370 Meilen (fast 600 km) und ist in 6 bis 20 Minuten betankt.[8] Die Brennstoffzellen stammen von Ballard Power Systems.
- Van Hool newA330 Fuel Cell
- Das polnische Unternehmen Solaris Bus & Coach hat in seiner Elektrobus-Baureihe Solaris Urbino 12 electric seit 2019 auch Brennnstoffzellenbusse im Angebot. Wie alle Busse der Reihe sind sie 12 m lang. Die Wasserstofftanks befinden sich auf dem Dach.[9] Der 70-kW-Brennstoffzellenstapel stammt von Ballard Power Systems; er wird von einer Batterie unterstützt, die meist etwa 30 kWh speichern kann.[9]
- Der portugiesische Hersteller CaetanoBus stellte seinen Brennstoffzellenbus H2.City Gold ebenfalls 2019 vor.[9] Die Brennstoffzellen stammen von Toyota.[9]
- Das indische Unternehmen Tata Motors lieferte im September 2023 seinen ersten Brennstoffzellenbusse aus.[10] Die in Puna gebauten Busse sind 12 m lang und haben 35 Passagiersitze.[10] 2022 erhielten sie die Straßenzulassung.[11]

## Historisches
Der erste Brennstoffzellenbus wurde 1992 fertiggestellt, befuhr im Januar 1993 erstmals öffentliche Straßen und wurde im Juni 1993 der Öffentlichkeit vorgestellt. Er war vom Brennstoffzellenhersteller Ballard und der Science Applications International Corporation (SAIC Canada) entwickelt worden. Er hatte 24 PEM-Brennstoffzellen-Stacks, von denen jeweils 8 in Reihe geschaltet waren. Insgesamt lieferten die Brennstoffzellenanlage 280 V; sie wurde mit Wasser gekühlt. Die Reichweite des für 20 Passagiere ausgelegten Busses wurde für den Stadtbetrieb mit 160 km angegeben; bei kontinuierlicher Fahrt waren 200 km möglich. Daimler-Benz stellte 1997 den Mercedes-Benz NEBUS vor.
Im Dezember 2001 genehmigte die EU im Rahmen des Demonstrationsprojekts CUTE (Clean Urban Transport for Europe) das Teilprojekt Hydrogen and Fuel Cell Buses zur Unterstützung von Bussen mit Wasserstoffantrieb. In neun europäischen Städten (Amsterdam, Barcelona, Hamburg, London, Luxemburg, Madrid, Porto, Stockholm und Stuttgart) wurden jeweils drei Brennstoffzellenbusse eingesetzt sowie die nötige Infrastruktur aufgebaut. Insgesamt wurden also 27 Fahrzeuge verwendet, indem Busse vom Typ Mercedes-Benz Citaro BZ gekauft wurden. In der Betriebsphase von November 2003 bis 2005 legten sie in insgesamt 62.000 Betriebsstunden zusammengenommen fast 865.000 Kilometer zurück. Die Gesamtkosten betrugen über 100 Mio. EUR, wobei allein für die Busse (zu je 1,25 Mio. EUR einschließlich Wartung) und für die Infrastruktur pro Standort 4 bis 6 Mio. EUR veranschlagt wurden. Von den zu Beginn geschätzten Projektkosten von 52,5 Mio. € trug die EU 18,5 Mio. € bei.
Ende 2020 waren weltweit 5.648 Brennstoffzellenbusse im Einsatz. 5.452 (97 %) davon fuhren in Asien, darunter 5.290 in China; 131 fuhren in Europa und 64 in Nordamerika. Im April 2022 fuhren allein in China 4.241 Brennstoffzellenbusse.

## Verteilung des Bestandes 2022
Von den weltweit 6460 Brennstoffzellenbussen Ende 2022 fuhren die meisten in China, nämlich 5410 oder 83,7 %. 281 fuhren in Südkorea (4,3 %), 124 in Japan (1,9 %), 58 in Indien (0,9 %), so dass insgesamt 5873 (90,9 %) in Asien betrieben wurden. In den Vereinigten Staaten waren 211 Busse unterwegs (3,3 %), im Vereinigten Königreich 98, in Deutschland 68, in den Niederlanden 54, in Frankreich 33, in Österreich 25 und in der Schweiz und in Italien je 20. In Kanada, Norwegen und in Lettland fuhren je 10 Busse, in Spanien 9 und in Luxemburg 5.